# Temporada 1965-66 de los New York Knicks
La temporada 1965-66 fue la vigésima de los New York Knicks en la NBA. La temporada regular acabó con 30 victorias y 50 derrotas, ocupando el cuarto y último puesto de la división, no logrando clasificarse para los playoffs por sexto año consecutivo.

## Elecciones en elDraft
| Ronda | Puesto | Jugador          | Posición  | Nacionalidad   | Universidad        |
| ----- | ------ | ---------------- | --------- | -------------- | ------------------ |
| -     | T      | Bill Bradley     | Alero     | Estados Unidos | Princeton          |
| 1     | 3      | Dave Stallworth  | Alero     | Estados Unidos | Wichita State      |
| 2     | 10     | Dick Van Arsdale | Escolta   | Estados Unidos | Indiana            |
| 3     | 19     | Barry Clemens    | Alero     | Estados Unidos | Ohio Wesleyan*     |
| 6     | 46     | Warren Davis     | Ala-Pívot | Estados Unidos | North Carolina A&T |
| 10    | 75     | Wayne Molis      | Pívot     | Estados Unidos | Lewis*             |

## Temporada regular
| División Este        | División Este | División Este | División Este | División Este | División Este | División Este | División Este | División Este |
| Equipo               | G             | P             | %             | PD            | Casa          | Fuera         | Neutral       | Div           |
| -------------------- | ------------- | ------------- | ------------- | ------------- | ------------- | ------------- | ------------- | ------------- |
| x-Philadelphia 76ers | 55            | 25            | .688          | –             | 22–3          | 20–17         | 13–5          | 20–10         |
| x-Boston Celtics     | 54            | 26            | .675          | 1             | 26–5          | 19–18         | 9–3           | 19–11         |
| x-Cincinnati Royals  | 45            | 35            | .563          | 10            | 25–6          | 11–23         | 9–6           | 16–14         |
| New York Knicks      | 30            | 50            | .375          | 25            | 20–14         | 4–30          | 6–6           | 5–25          |

## Estadísticas
| Rk | Jugador          | Edad | P  | PT | MP   | TC  | TCI  | %TC  | TL  | TLI | %TL  | RB   | AS  | FP  | PTS  |
| 1  | Walt Bellamy     | 26   | 72 |    | 42.8 | 8.9 | 17.3 | .512 | 5.4 | 8.6 | .627 | 16.0 | 3.0 | 3.6 | 23.2 |
| 2  | Jim Barnes       | 24   | 7  |    | 37.6 | 5.7 | 12.9 | .444 | 4.3 | 6.0 | .714 | 10.3 | 1.3 | 4.7 | 15.7 |
| 3  | Dick Barnett     | 29   | 75 |    | 34.5 | 8.4 | 17.9 | .469 | 6.2 | 8.1 | .772 | 4.1  | 3.5 | 3.1 | 23.1 |
| 4  | Willis Reed      | 23   | 76 |    | 33.4 | 5.8 | 13.3 | .434 | 4.0 | 5.3 | .757 | 11.6 | 1.2 | 4.3 | 15.5 |
| 5  | Howard Komives   | 24   | 80 |    | 32.7 | 5.5 | 14.0 | .391 | 3.0 | 3.5 | .861 | 3.5  | 5.3 | 3.5 | 13.9 |
| 6  | Johnny Green     | 32   | 7  |    | 29.7 | 6.1 | 11.3 | .544 | 2.1 | 4.4 | .484 | 10.6 | 1.6 | 3.0 | 14.4 |
| 7  | Dick Van Arsdale | 22   | 79 |    | 29.0 | 4.5 | 10.6 | .428 | 3.2 | 4.4 | .715 | 4.8  | 2.3 | 3.0 | 12.3 |
| 8  | Dave Stallworth  | 24   | 80 |    | 23.7 | 4.7 | 10.3 | .455 | 3.2 | 4.7 | .686 | 6.2  | 2.3 | 3.0 | 12.6 |
| 9  | Em Bryant        | 27   | 71 |    | 16.8 | 3.0 | 6.3  | .472 | 1.0 | 1.4 | .733 | 2.4  | 3.0 | 3.0 | 7.0  |
| 10 | Tom Gola         | 33   | 74 |    | 15.2 | 1.6 | 3.7  | .450 | 1.1 | 1.4 | .781 | 3.9  | 2.6 | 2.8 | 4.4  |
| 11 | Barry Clemens    | 22   | 70 |    | 12.5 | 2.3 | 5.6  | .412 | 0.8 | 1.1 | .692 | 2.6  | 1.0 | 1.6 | 5.4  |
| 12 | Len Chappell     | 25   | 46 |    | 11.8 | 2.2 | 5.2  | .420 | 1.0 | 1.7 | .590 | 2.8  | 0.6 | 1.4 | 5.3  |
| 13 | Johnny Egan      | 27   | 7  |    | 8.3  | 0.7 | 2.3  | .313 | 1.0 | 1.4 | .700 | 0.3  | 2.0 | 0.6 | 2.4  |

## Galardones y récords
| Jugador          | Galardón                            |
| Dick Van Arsdale | Mejor quinteto de rookies de la NBA |
| Willis Reed      | All-Star                            |